# Prajawinangun Kulon
Prajawinangun Kulon is een bestuurslaag in het regentschap Cirebon van de provincie West-Java, Indonesië. Prajawinangun Kulon telt 2404 inwoners (volkstelling 2010).